# Senostoma taylori
Senostoma taylori là một loài ruồi trong họ Tachinidae.